# Попова, Валентина Вадимовна
Валентина Вадимовна Попова (родилась 25 сентября 1972 в Братске) — российская тяжелоатлетка, серебряный призёр Олимпийских игр 2000 и бронзовый призёр Олимпийских игр 2004 годов.

## Карьера
С детства занималась гимнастикой и акробатикой, став кандидатом в мастера спорта по спортивной гимнастике в 1983 году и мастером спорта по спортивной акробатике в 1990 году. В 1993 году переквалифицировалась в тяжёлую атлетику по рекомендации мужа, через год окончила Воронежский государственный институт физической культуры.
В 1997 году после серии успешных выступлений в чемпионате России Валентина была приглашена в сборную России. В 1998 году ей удалось взять первые награды: серебряную медаль чемпионата Европы и бронзовую медаль чемпионата мира. В 1999 году она впервые выиграла чемпионат Европы и в течение следующих трёх чемпионатов Европы не уступала никому свой титул. В 2000 году ей удалось завоевать серебряную медаль на Олимпиаде в Сиднее, а в 2001 году она выиграла первую золотую медаль чемпионатов мира в составе сборной России. Бронзовую награду ей удалось взять в 2004 году в Афинах.
За свою карьеру в разных категориях Валентина Попова 15 раз становилась чемпионкой Европы (4 раза во взрослой категории), 4 раза чемпионкой мира (единственный титул на взрослом уровне завоевала в 2001 году), 2 раза призёром Олимпийских игр, установила 27 рекордов России, 26 европейских и 6 мировых рекордов.
Весной 2006 года Попова попала в число шести штангистов сборной России, которых обвинили в употреблении запрещённых препаратов. Международная федерация тяжёлой атлетики оштрафовала Федерацию тяжёлой атлетики России на 250 тысяч долларов, а сама Валентина была дисквалифицирована на два года и лишена серебряной медали чемпионата Европы 2006 года. Незадолго до начала пекинской Олимпиады Попова всё-таки объявила о завершении карьеры: причиной тому стала ещё одна положительная допинг-проба, взятая во внесоревновательное время, что привело к автоматической пожизненной дисквалификации спортсменки. Сама она объяснила причину ухода из спорта не столько дисквалификацией, сколько участившимися травмами спины и желанием больше времени проводить с семьёй.
С 2013 года преподаёт в Воронежском институте МВД России.

## Личная жизнь
Подполковник МВД. Замужем (муж Сергей). Есть дочь Екатерина, которая занимается теннисом, сын Вадим 2009 года рождения.

## Достижения

### Медали
- Чемпионка мира 2001 года (первая чемпионка мира от Российской Федерации)
- Чемпионка Европы 1999, 2000, 2001 и 2003[7] годов
- Чемпионка игр Доброй воли 2001
- Серебряный призёр Олимпийских игр 2000
- Бронзовый призёр Олимпийских игр 2004

### Звания
- Лучшая тяжелоатлетка мира (2001)
- Спортсменка года в России (2001)
- Заслуженный мастер спорта России по тяжёлой атлетике (1999)
- Лучшая тяжелоатлетка Европы (2000, 2001, 2002, 2003)

### Государственные награды
- Кавалер ордена Дружбы (2001)[8]
- Награждена медалью ордена «За заслуги перед Отечеством» I степени[9]
- Награждена медалью МВД «За доблесть в службе»